# Michel le Syncelle
Michel le Syncelle est un ecclésiastique et écrivain religieux byzantin, défenseur du culte des images et saint de l'Église orthodoxe, né à Jérusalem en 761, mort à Constantinople le 4 janvier 846.

## Source
La principale source d'information sur ce personnage est sa Vie, anonyme et non datée. Cependant, un certain nombre d'éléments dans le texte permettent de supposer que l'auteur était un moine du monastère Saint-Sauveur-in-Chora (dont Michel fut higoumène à la fin de sa vie), et qu'il écrivait peu de temps après la mort du saint, sans doute du vivant de l'empereur Michel III (mort le 23 septembre 867, et désigné comme « le grand et orthodoxe souverain Michel »). L'auteur déclare d'autre part qu'il a obtenu des informations auprès de « parents, connaissances, compagnons, commensaux et disciples » du saint, ainsi qu'auprès d'« associés du tyran (sc. l'empereur Théophile), ceux en tout cas qui sont encore en vie ». La manière dont il désigne le patriarche iconoclaste déposé Jean le Grammairien sans le nommer (« un certain homme instruit qui savait très bien parler et écouter ») pourrait indiquer que ce dernier était encore en vie, ou que l'auteur avait été un temps de ses partisans, ou qu'il connaissait des personnes qui en avaient été.

## Biographie

### En Palestine
Michel est né en 761 à Jérusalem dans une famille modeste d'origine, qualifiée de « persane » (περσογενής). Nous savons qu'il était arabophone, car on a conservé de lui la traduction de l'arabe au grec d'une Lettre aux Arméniens de Théodore Abu Qurrah (qui est une profession de foi chalcédonienne). En 764, âgé de trois ans, il fut offert par sa mère au clergé de l'église du Saint-Sépulcre, sous la tutelle du patriarche de Jérusalem. En 786, son père mourut et il plaça sa mère et ses sœurs dans un couvent de la ville ; il entra lui-même alors au monastère Saint-Saba près de Bethléem. En 798, il fut ordonné prêtre par le patriarche Georges Ier. En 800, les frères Théodore et Théophane entrèrent à Saint-Saba et il les adopta comme disciples.
En 807, deux moines d'un couvent d'obédience latine situé sur le Mont des Oliviers, Égilbart et Félix, firent un séjour à la cour de Charlemagne à Aix-la-Chapelle, et au retour introduisirent dans leur communauté l'ajout du filioque au Credo qui était déjà d'usage à la cour impériale occidentale. Cette altération du symbole de Nicée-Constantinople causa un scandale parmi les moines de Saint-Saba ; l'un d'entre eux, Jean, accusa les Latins d'hérésie ; les moines occidentaux furent violemment pris à partie alors qu'ils priaient la veille de Noël dans la grotte de la Nativité à Bethléem ; la querelle devint publique, et la foule orientale s'en prit aussi aux Latins. En 809, le patriarche Thomas Ier confia à deux moines occidentaux, Agamus et Roculphus, une lettre de recommandations sur le sujet destinée au pape Léon III et à Charlemagne ; d'autre part, un moine du couvent du Mont des Oliviers, Léon, envoya aussi au pape une lettre contresignée par six de ses compagnons, décrivant les avanies subies par les religieux occidentaux. Le pape transmit les deux lettres à Charlemagne. Celui-ci réunit un concile d'évêques francs dans l'église palatine d'Aix-la-Chapelle en novembre 809, et l'ajout du filioque y fut déclaré justifié. En janvier 810, le pape Léon III convoqua à Rome un synode sur la question, et ensuite, tout en admettant l'orthodoxie de la doctrine, mais refusa d'ajouter le filioque dans la liturgie romaine.
Cette année 809, d'autre part, les attaques de pillards contre les monastères chrétiens de Palestine, déjà monnaie courante (en 796, lors d'une attaque de Saint-Saba, vingt moines avaient été tués), s'intensifièrent après la mort du calife Hâroun ar-Rachîd le 24 mars. En 811, Michel, nommé syncelle (c'est-à-dire adjoint) du patriarche Thomas Ier, fut transféré au monastère Tôn Spoudaiôn, attenant à l'église du Saint-Sépulcre de Jérusalem ; il s'y fit accompagner par ses deux disciples Théodore et Théophane. En 812, les attaques de monastères se renouvelèrent, et plusieurs, dont Saint-Saba, furent occupés, d'autres détruits. La même année, la Chronique de Théophane (due essentiellement à un moine d'origine palestinienne, Georges le Syncelle) signale un afflux de réfugiés venant de Palestine, moines et laïcs, à Chypre.
C'est dans ce contexte qu'il fut aussi en relation avec Théodore Abu Qurrah dont il traduisit en grec la Lettre aux Arméniens que Théodore avait rédigée à la demande du patriarche Thomas. 

### À Byzance
En 812 ou 813, Michel fut chargé par le patriarche Thomas Ier d'une mission qui devait le conduire, d'abord à Constantinople, ensuite à Rome. Il se fit accompagner par les frères Théodore et Théophane et par un autre disciple nommé Job. Selon la Vie de Michel, ils arrivèrent à Constantinople en mai 814, mais selon une lettre de Théodore conservée par parties dans sa Vie due à Syméon Métaphraste, ils seraient arrivés avant l'avènement de l'empereur Léon V l'Arménien le 10 juillet 813. Ils furent logés au monastère Saint-Sauveur-in-Chora qui avait été dévolu aux moines réfugiés de Palestine (Georges le Syncelle aussi y avait séjourné).
Les objets de la mission cités par la Vie sont au nombre de trois. Le premier, concernant la visite à Rome, était de s'entretenir avec le pape de la question du filioque, et de l'aider à ramener les Francs dans le droit chemin. Le second était d'informer le pape, notamment, de l'imposition par les musulmans d'une nouvelle taxe sur les églises de Jérusalem, et de lui demander en conséquence une assistance financière. Il n'y a aucune autre mention de cette taxe dans la littérature grecque ou arabe de l'époque, et il est probable qu'il s'agisse d'une allusion un peu impropre aux violences exercées sur les institutions religieuses chrétiennes de Palestine. Le troisième objet est plus problématique : l'auteur de la Vie affirme que le patriarche Thomas avait reçu une lettre de l'higoumène Théodore Studite exilé, lui demandant son aide dans sa lutte contre l'iconoclasme de l'empereur Léon l'Arménien et du patriarche de Constantinople Théodote Cassitéras, et que la délégation était porteuse d'une lettre de Thomas à l'empereur sur cette question. Cette allégation est réfutée par la chronologie : même en mai 814, Léon l'Arménien n'avait encore fait aucun pas en direction du rétablissement de l'iconoclasme ; le patriarche iconodoule Nicéphore ne fut déposé que le 13 mars 815, et son successeur Théodote ne fut intronisé que le Ier avril suivant ; quant à Théodore Studite, il ne fut arrêté et détenu en Bithynie qu'en avril ou mai 815, après avoir appelé à rejeter les décisions du concile iconoclaste présidé par Théodote. En fait, Théodore Studite n'écrivit au patriarche de Jérusalem que depuis son deuxième lieu de détention, Bonéta, en Anatolie centrale, en 817 ou 818.
Donc le plus probable est que le groupe est arrivé à Constantinople avant le 10 juillet 813, et qu'ensuite il y est resté qu'au début de 815 pour des raisons non déterminées, mais qui à l'origine n'avaient aucun rapport avec l'iconoclasme. Peut-être, entre autres choses, attendirent-ils une réponse sur la question de l'assistance financière. En tout cas, il est certain qu'ils ne continuèrent jamais leur voyage vers Rome. Quant à la lettre du patriarche Thomas à l'empereur sur l'iconoclasme, si elle a jamais existé, elle n'a pu être envoyée que plusieurs années après.
Sans doute en avril ou mai 815, Michel et ses compagnons, qui s'étaient opposés comme Théodore Stoudite au rétablissement de l'iconoclasme, furent incarcérés dans la prison de la Phialê (« de la Fontaine », une prison dans l'enceinte du Palais où étaient détenus les prisonniers « spéciaux »). Des tentatives furent faites pour leur faire changer d'avis, et on essaya de les circonvenir, comme ce fut fait avec d'autres opposants, en leur offrant de hauts postes ecclésiastiques. Comme ils refusaient toutes les propositions, ils furent séparés : les frères Théodore et Théophane furent envoyés dans une forteresse située près de l'embouchure du Bosphore au bord de la Mer Noire, tandis que Michel et Job restaient à la Phialê. Ils y furent détenus jusqu'à l'assassinat de Léon V, le 25 décembre 820. Le nouvel empereur, Michel II, fit libérer tous les opposants à l'iconoclasme, tout en refusant de revenir sur son rétablissement. Michel et Job s'installèrent alors dans un monastère à Pruse, ville située près du mont Olympe de Bithynie, haut lieu du monachisme. L'hagiographe prétend qu'ils y furent conduits « couverts de chaînes », laissant entendre qu'ils furent seulement transférés d'une prison à une autre. En fait, il ne peut dissimuler qu'ensuite Michel correspondit librement avec d'autres membres du parti iconodoule.
L'empereur Théophile, qui succéda en 829 à son père, renoua à partir de 832 ou 833 avec un iconoclasme plus sectaire : il organisa alors un concile qui édicta de lourdes peines pour ceux qui refusaient la communion avec les iconoclastes. En 834, Michel et Job furent retirés de leur monastère et incarcérés à la prison du prétoire (celle de l'éparque, dans la ville de Constantinople, pour les prisonniers « ordinaires »). Ils y furent détenus à l'isolement et dans des conditions difficiles. En juillet 836, Théodore et Théophane furent aussi enfermés quelque temps dans la même prison ; quand ils eurent subi le supplice de leur marquage au visage, qui leur fut infligé sur l'ordre de l'éparque, Michel put leur faire parvenir une lettre de consolation. Il put aussi, d'ailleurs, faire passer des lettres à d'autres iconodoules.
Après le rétablissement du culte des images (11 mars 843), Michel fut traité en héros, comme tous ceux qui avaient souffert pour la cause. Son hagiographe affirme qu'on pensa à lui pour le patriarcat de Constantinople. En tout cas, il fut nommé syncelle du nouveau patriarche Méthode, et higoumène du monastère Saint-Sauveur-in-Chora. Il mourut le 4 janvier 846 dans sa quatre-vingt-cinquième année.

## Œuvre
De nombreux textes parvenus jusqu'à nous sont attribués à « Michel, moine » ou « syncelle de Constantinople ». Malheureusement, il y a un autre personnage portant le même nom et ayant les mêmes qualités qui a vécu au IXe siècle. Sont attribués avec certitude à Michel le Syncelle de Jérusalem et de Constantinople :
- un Éloge de saint Denys l'Aréopagite, prononcé pour la fête de ce saint le 3 octobre pendant la période du séjour à Pruse (entre 821 et 833)[2],[3] ;
- un libellus sur la foi orthodoxe[4] ;
- quatre canons ;
- un poème en vers anacréontiques commémorant le Triomphe de l'orthodoxie[5] ;
- une syntaxe grecque[6] ;
- une traduction grecque de la Lettre aux Arméniens de Théodore Abu Qurrah[7].

Sont d'attribution incertaine :
- un Éloge de Zacharie, père de Jean le Baptiste[8] ;
- deux Éloges des saints anges[9] ;
- un Éloge des archanges Gabriel et Michel[10] ;
- un Éloge de saint Mokios[11] ;
- un Éloge des saints Isaakios et Dalmatos[12] ;
- un Martyrium des quarante-deux martyrs d'Amorium (prononcé le 7 mars 843, 844 ou 845)[13] ;
- une Vie de saint Jean Damascène[14] ;
- Vie et miracles des saints Jean Damascène et Côme le Mélode[15] ;
- un Discours sur la ceinture de la sainte Mère de Dieu[16] ;
- un Discours sur les morts[17]